# 美馬利恵子
美馬 利恵子（みま りえこ、7月23日 - ）は、日本の女性声優。大阪府出身。

## 人物
奈良教育大学、青二塾大阪校26期卒業。
以前は青二プロダクションに所属していた。
方言は大阪弁。
趣味は旅行、読書。特技は手芸。
資格・免許は幼稚園教諭1種・小学校教諭1種・中学校教諭1種（家庭）・高等学校教諭1種（家庭）・学校図書館司書教諭免許。

## 出演

### テレビアニメ
2012年
- アイカツ!（時任みか子）

2014年
- 暴れん坊力士!!松太郎（菊、女性）
- オレカバトル（ウサミコ）
- くつだる。（ガタガタさんの子供、ピッちゃん〈第11話〉）

### ゲーム
- モンスター烈伝 オレカバトル（ウサミコ）

### テレビ
- スッキリ!!（V.O）

### ミュージカル
- 忍たま乱太郎 第三弾「山賊砦に潜入せよ」東京ドームシティ シアターロッソ（2012年、シゲ）

### 舞台
- ウレロ☆未公開少女 ブルーシアター（2013年、声）

### PRアニメ
- ブットンくん（のりちゃん）